# Goniądz (ville)
Goniądz est une ville polonaise de la voïvodie de Podlachie et du powiat de Mońki. Elle est le siège de la gmina de Goniądz; elle s'étend sur 4,28 km2 et comptait 1.954 habitants en 2008. Elle est traversée par la rivière Biebrza.

## Histoire
La ville est polonaise jusqu'en 1795, date à laquelle elle est attribuée au royaume de Prusse lors du troisième partage de la Pologne. De 1807 à 1915, Goniądz fait partie de l'Empire russe, et après la Première Guerre mondiale redevient polonaise. Lors de la Seconde Guerre mondiale, la ville est d'abord occupée par les troupes soviétiques, puis par l'Allemagne nazie lors de l'opération Barbarossa en 1941. Les Juifs, constituant alors la moitié de sa population, sont enfermés dans un ghetto puis déportés et exterminés en 1943.
La ville est libérée en 1945 par l'Armée rouge. 

## Personnalités liées à la ville
- Le psychologue américain Abraham Aron Roback (1890-1965) est natif de Goniądz.